# Приатлантическая низменность
Приатланти́ческая ни́зменность — низменность в Северной Америке, окаймляющая атлантическое побережье США от Нью-Йорка до оконечности полуострова Флорида.
Приатлантическая низменность сложена комплексом антропогеновых морских осадков (известняки, песчаники, пески, глины) мощностью до 1000 м. Ширина от 30 до 350 км; высоты не превышают 100 м. Побережье на севере расчленено далеко вдающимися Делавэрским и Чесапикским заливами. Южнее преобладают берега лагунного и маршевого типа, у южной оконечности Флориды — коралловые рифы. Вдоль большей части побережья идёт тёплое течение Гольфстрим.
Климат на территории низменности субтропический, муссонного типа, на юге Флориды — тропический. Зима тёплая, дождливая (на юге Флориды — сухая). Средняя температура января колеблется от 0 до 20 °С, однако почти всюду бывают заморозки. Лето жаркое, сырое. Средняя температура июля составляет 22—28 °С. Количество осадков — от 1000 до 1400 мм в год.
Преобладающие почвы — краснозёмы, желтозёмы, аллювиальные, дёрновые и болотные. Встречаются сосновые и сосново-дубовые леса; на заболоченных участках — леса из тиса и болотного кипариса. На юге Флориды произрастают леса из пальм, фикусов, восковников и других тропических деревьев. На побережье мангровые заросли. На месте сведённых лесов возделывают хлопчатник, табак, яблоки, персики, цитрусовые и ранние овощи.
Территория плотно заселена. Крупнейшие города: Нью-Йорк, Филадельфия, Вашингтон, Балтимор, Норфолк.